# Giải FFCC cho nam diễn viên phụ xuất sắc nhất
Giải FFCC cho nam diễn viên phụ xuất sắc nhất là một giải của FFCC dành cho nam diễn viên đóng vai phụ trong một phim, được bầu chọn là xuất sắc nhất. Giải này được lập từ năm 1996.

## Các người đoạt giải

### Thập niên 1990
| Năm  | Diễn viên         | Phim                       | Vai diễn           |
| ---- | ----------------- | -------------------------- | ------------------ |
| 1996 | Edward Norton     | Everyone Says I Love You   | Holden Spence      |
| 1996 | Edward Norton     | The People vs. Larry Flynt | Alan Isaacman      |
| 1996 | Edward Norton     | Primal Fear                | Aaron Stampler/Roy |
| 1997 | Rupert Everett    | My Best Friend's Wedding   | George             |
| 1998 | Robert Duvall     | A Civil Action             | Jerome Facher      |
| 1999 | Haley Joel Osment | The Sixth Sense            | Cole Sear          |

### Thập niên 2000
| Năm  | Diễn viên                | Phim                   | Vai diễn                 |
| ---- | ------------------------ | ---------------------- | ------------------------ |
| 2000 | Benicio del Toro         | Traffic                | Javier Rodriguez         |
| 2001 | Ben Kingsley             | Sexy Beast             | Don Logan                |
| 2002 | Chris Cooper             | Adaptation.            | John Laroche             |
| 2003 | Tim Robbins              | Mystic River           | Dave Boyle               |
| 2004 | Thomas Haden Church      | Sideways               | Jack Lopate              |
| 2005 | Paul Giamatti            | Cinderella Man         | Joe Gould                |
| 2006 | Jack Nicholson           | The Departed           | Francis "Frank" Costello |
| 2007 | Javier Bardem            | No Country for Old Men | Anton Chigurh            |
| 2008 | Heath Ledger (truy tặng) | The Dark Knight        | The Joker                |

Bản mẫu:FFCC Awards Chron